# Selección de cricket para ciegos de Inglaterra
La Selección de cricket para ciegos de Inglaterra representa a Inglaterra en el cricket para ciegos. El equipo de cricket para ciegos de Inglaterra participó en la edición inaugural de la Copa Mundial de Cricket para ciegos en 1998. El equipo de cricket para ciegos de Inglaterra también participa principalmente en T20 Internationals y One Dayers.
Nathan Foy es uno de los jugadores de cricket ciegos más experimentados que ha jugado para Inglaterra y es el anotador de carreras más alto en la historia del cricket ciego con más de 3500 carreras.

## Participaciones

### Copa Mundial de Críquet para Ciegos
1. Copa Mundial de Críquet para Ciegos de 1998 - Fase de Grupos
2. Copa Mundial de Críquet para Ciegos de 2002 - Semifinales[6][7]
3. Copa Mundial de Críquet para Ciegos de 2006 - Fase de Grupos
4. Copa Mundial de Críquet para Ciegos de 2014 - Fase de Grupos

### Copa del mundo Blind T20
1. Copa del mundo Blind T20 de 2012 - Semifinales[8][9]
2. Copa del mundo Blind T20 de 2017 - Semifinales[10][11]